# Lovari
A Língua Lovari ("comerciantes de cavalos", do Húngaro "ló", cavalo) é um subgrupo de ciganos que vivem predominantemente na Europa Central (Hungria, Polônia, Eslováquia, República Tcheca e Alemanha), bem como na  Romênia, Croácia, França, Itália, Grécia e Ucrânia.

## Etnologia
Os  Lovari  são um povo Cigano que fala um dialeto influenciado por dialetos  Húngaros e  Eslavos Ocidentais. Os Lovari são divididos em  'Machvaya' , nomeados após a região Mačva, que eles colonizaram da atual Hungria.